# Archidiocèse de Manfredonia-Vieste-San Giovanni Rotondo
L'archidiocèse de Manfredonia-Vieste-San Giovanni Rotondo (en latin : Archidioecesis Sipontina-Vestana-Sancti Ioannis Rotundi ; en italien : Arcidiocesi di Manfredonia-Vieste-San Giovanni Rotondo) est un archidiocèse de l'Église catholique en Italie, suffragant de l'archidiocèse de Foggia-Bovino et appartenant à la région ecclésiastique des Pouilles.

## Territoire
L' archidiocèse est situé dans une partie de la province de Foggia, les autres parties de cette province étant partagées par les diocèses de San Severo, de Lucera-Troia, de Cerignola-Ascoli Satriano et de l'archidiocèse de Foggia-Bovino ainsi que par une petite partie du diocèse d'Ariano Irpino-Lacedonia. Son territoire couvre une superficie de 1 665 km2 divisé en 51 paroisses regroupés en 5 archidiaconés. Le siège épiscopal est à Manfredonia où se trouve la cathédrale de saint Laurent de Siponto. La cathédrale de l'Assomption, cocathédrale de Vieste, garde le souvenir de l'ancien diocèse. Plusieurs pèlerinages célèbres se trouvent dans l'archidiocèse : le sanctuaire de Monte Gargano au Monte Sant'Angelo dédié à l'archange saint Michel qui est l'objet d'un culte important depuis plusieurs siècles. San Giovanni Rotondo qui garde le corps de saint Pie de Pietrelcina, capucin.

## Histoire
L'archidiocèse actuel est fondé le 30 septembre 1986 par la fusion du diocèse de Manfredonia et du diocèse de Vieste par le décret Instantibus votis de la congrégation pour les évêques. Le 6 décembre 2002, avec le décret Sanctum Pium de la congrégation pour les évêques, la dénomination de l'archidiocèse est modifiée par l'ajout du titre de San Giovanni Rotondo, ville du  Padre Pio. L'archidiocèse prend son nom actuel à la suite de cette modification.

### Diocèse de Siponto-Manfredonia
Les origines du diocèse de Siponto sont incertaines. Selon la tradition, c'est l'apôtre saint Pierre qui fonde la communauté chrétienne de Siponto et consacre son premier évêque, saint Justin de Siponto (it) ; la même tradition rapporte une longue liste d'évêques présumés de Siponto, dont beaucoup sont anonymes, entre les IIe et IVe siècles. Cependant, le premier évêque historiquement documenté est Félix Ier, qui assiste au concile de Rome de 465 (it) organisé par le pape Hilaire. Cependant, malgré le silence des sources, la communauté chrétienne de Siponto devait être très vivante et organisée dès le IVe siècle, car il existe une basilique paléochrétienne à trois nefs et d'hypogées paléochrétiennes.
La première moitié du VIe siècle est marquée par la présence de l'évêque Laurent de Siponto (it) qui, selon la tradition, est destinataire des trois apparitions de l'archange saint Michel, à l'origine du sanctuaire de Monte Gargano du Monte Sant'Angelo. À la fin du siècle, l'épistolaire de Grégoire le Grand nous permet de connaître deux autres évêques de Siponto, Félix II et Vitalien, attestés en 591 et en 599. Une inscription épigraphique, mutilée en plusieurs parties et datées entre le VIe et le VIIe siècle, indique le nom de Stéphane et le titre d'episcopus. Le dernier évêque connu de sources anciennes est Rufin, qui prend part au concile du Latran de 649.
En 663, Siponto est détruite pour la première fois par des incursions slaves. À la suite de cette destruction, la ville est presque abandonnée, et le diocèse est supprimé et uni à l'archidiocèse de Bénévent ; selon la tradition, relatée dans la vie de saint Barbat de Bénévent, l’union aurait eu lieu à l’époque de cet évêque de Bénévent, dans la seconde moitié du VIIe siècle mais le premier évêque de Bénévent qui porte les deux titres est David II à la fin du VIIIe siècle, comme en témoigne un décret de 795, où David se définit comme évêque sanctae sedis Beneventanae et Sipontinae ecclesiae.
Siponto recouvre son indépendance ecclésiastique au début du XIe siècle, pendant la domination byzantine, et l'évêque Léon est documenté de 1023 à 1037, période au cours de laquelle le pape Benoît IX (1032-1044) érige l'église au rang d'archiépiscopale. Les incertitudes politiques de cette période, avec le passage de la province de la Capitanata des Byzantins aux nouveaux souverains Normands, rendent difficile le suivi des événements historiques du diocèse de Siponto. Certains documents papaux semblent confirmer qu'après Léon, le diocèse est soumis de nouveau à Bénévent pendant un certain temps, bien qu'il soit cependant attesté que Jean, évêque de Trani, dirige pendant un certain temps l'administration de l'église de Siponto jusqu'à sa destitution en 1059.
Le véritable architecte de la renaissance de Siponto est l'évêque bénédictin Gérald, documenté de 1064 à 1076, dont l'episcopat marque l'indépendance totale du diocèse de Siponto par rapport à Bénévent, en ce qui concerne l'autonomie tant diocésaine que métropolitaine. En effet, en 1064, le pape Alexandre II accorde à Gérald le titre d'archevêque ; à l'époque du pape Pascal II (1099-1118), le diocèse de Siponto est élevée au rang de siège métropolitain, le diocèse de Vieste étant son seul suffragant.
La décadence de la ville de Siponto, dirigée par Guillaume Ier de Sicile peu après le milieu du XIIe siècle, abandonnée par ses habitants et frappée par un tremblement de terre, entraîne le transfert du siège de l'évêque dans la ville voisine de Manfredonia, construite entre 1256 et 1263, mais l'archidiocèse continue à maintenir son ancien titre ecclésiastique de dioecesis sipontina.
Deux évêques de Siponto deviennent ensuite papes : Giovanni Maria Ciocchi del Monte, archevêque de 1513 à 1544, deviendra le pape Jules III en 1550 ; et Vincenzo Maria Orsini, archevêque de 1675 à 1680, deviendra le pape Benoît XIII en 1724.
Le rite byzantin était largement répandu dans l'ancien diocèse de Siponto. L'utilisation du rite byzantin sur l'autel majeur de la cathédrale est maintenue jusqu'à l'évêque Domenico Ginnasi (1586-1607) à la fin du XVIe siècle. En 1620, la cathédrale de Manfredonia est détruite par les Turcs et reconstruite par la suite sous l'épiscopat d'Antonio Marullo. Domenico Ginnasi est responsable de la construction du séminaire diocésain en 1598.
À partir de 1818, par la bulle De utiliori du pape Pie VII, les archevêques de Siponto deviennent également administrateurs permanents du diocèse de Vieste. Le 25 juin 1855, le territoire Nullius de l'ancien couvent de l'apôtre Saint-Matthieu (it), dans la municipalité de San Marco in Lamis, est vendu pour l'érection du diocèse de Foggia.

### Diocèse de Vieste
Les origines du diocèse de Vieste sont incertaines, remontant à l'époque de la domination byzantine. Le premier évêque connu est Alfano, documenté en 1019 grâce à un parchemin de l'abbaye Sainte-Marie (it) (sur les Îles Tremiti) daté lors de la 26e année de l'épiscopat d'Alfano, qui devient évêque de Vieste vers 994. L'évêque est toujours mentionné dans des parchemins de 1031 et 1035.
Il n'y a plus de documents du diocèse et des évêques de Vieste pendant plus d’un siècle, au cours desquelles la région passe sous domination des Normands. L'évêque Marando est documenté par un parchemin de l'abbaye de Tremiti de 1158, il est déposé par le pape Alexandre III pour simonie. L'évêque Siméon prend part au troisième concile du Latran de 1179. À la fin du pontificat du pape Pascal II (1099-1118), il est attesté que le diocèse de Vieste est suffragant de l'archidiocèse de Siponto.
Le diocèse est très petit, ne comprenant que le territoire de Vieste, et son revenu est très pauvre, ce qui, au XVIe siècle, représente moins de 300 ducats par an, ce qui le dispense de tout type de taxation. À cause de cette situation particulière, le diocèse voit la succession de nombreux évêques, en particulier au XVIe siècle, avec 15 évêques, qui pour la plupart ne mettent jamais les pieds à Vieste, annonçant une instabilité permanente dans le gouvernement pastoral. La plupart de ces évêques viennent de la curie romaine ; parmi ceux-ci, il faut rappeler Ugo Boncompagni, futur pape Grégoire XIII, qui dirige le diocèse de 1558 à 1565 et qui assiste au concile de Trente.
La cathédrale de Vieste, qui remonte au Xe siècle, est restaurée pour la première fois au XIIIe siècle à l’époque de Frédéric II ; elle est reconstruite à plusieurs reprises en raison de fréquents tremblements de terre, comme au XVIIIe siècle, à l'époque des évêques Nicola Cimaglia et Giuseppe Maruca.
À la suite du concordat entre le Saint-Siège et le royaume des Deux-Siciles, avec la bulle De utiliori du pape Pie VII du 27 juin 1818, le diocèse de Vieste est administré de manière perpétuelle par les archevêques de Manfredonia. Les chanoines de la cathédrale de Vieste sont autorisés à élire leur propre vicaire capitulaire à chaque nouvel administrateur archevêque.

### Archidiocèse de Manfredonia-Vieste-San Giovanni Rotondo
Le 29 septembre 1933, l'archidiocèse de Manfredonia et le diocèse de Vieste sont rattachés à la région ecclésiastique de Bénévent conformément au décret Iam pridem de la congrégation des évêques. Ce statut est maintenu jusqu'en 1976, date à laquelle le diocèse est annexé à la région ecclésiastique des Pouilles. En 1938, les îles Tremiti sont séparées du diocèse de Larino et annexées au diocèse de Siponto. Le 30 avril 1979, l'archidiocèse de Manfredonia perd sa dignité métropolitaine tout en conservant le titre d'archevêque et fait partie, avec le diocèse de Vieste, de la province ecclésiastique de l'archidiocèse de Foggia.
Le 30 septembre 1986, avec le décret Instantibus votis de la congrégation pour les évêques, les deux diocèses s'unissent en pleine unité et la nouvelle circonscription ecclésiastique prend le nom de l'archidiocèse de Manfredona-Vieste. Au même moment, la municipalité de Rignano Garganico est cédée au diocèse de San Severo. Le 6 décembre 2002, avec le décret Sanctum Pium de la congrégation pour les évêques, la dénomination de l'archidiocèse est modifiée par l'ajout du titre de San Giovanni Rotondo.

## Sources
- (en) Catholic-Hierarchy

- (it) Cet article est partiellement ou en totalité issu de l’article de Wikipédia en italien intitulé « Arcidiocesi di Manfredonia-Vieste-San Giovanni Rotondo » (voir la liste des auteurs).

### Articles liés
- Liste des diocèses et archidiocèses d'Italie
- Église catholique en Italie